# Stories and Alibis
Stories and Alibis – pierwszy album studyjny zespołu Matchbook Romance.

## Lista utworów
1. "Introduction"
2. "Your Stories, My Alibis"
3. "Playing For Keeps"
4. "Promise"
5. "Lovers & Liars"
6. "Tiger Lily"
7. "Shadows Like Statues"
8. "My Eyes Burn"
9. "She'll Never Understand"
10. "If All Else Fails"
11. "Stay Tonight"
12. "The Greatest Fall"
  - hidden track

## Twórcy
- Andrew Jordan – śpiew, gitara
- Ryan "Judas" DePaolo – gitara basowa
- Ryan Kienle – gitara
- Aaron Stern – perkusja